# Life Pacific University
La Universidad Vida Pacífico (en inglés: Life Pacific University) es una universidad privada, pentecostal y afiliada a la Iglesia Cuadrangular, ubicada en San Dimas (California), Estados Unidos de América.

## Historia
La universidad fue fundada como Echo Park Evangelistic and Missionary Training Institute por Aimee Semple McPherson en Los Ángeles en 1923. En 1926, tomó el nombre de LIFE Bible College. En 1990, se mudó a San Dimas (California). A principios de la década de 2000, pasó a llamarse Life Pacific College. En 2019 se convirtió en universidad. Para el año 2021-2022, tuvo 551 alumnos.